# Queso Edam

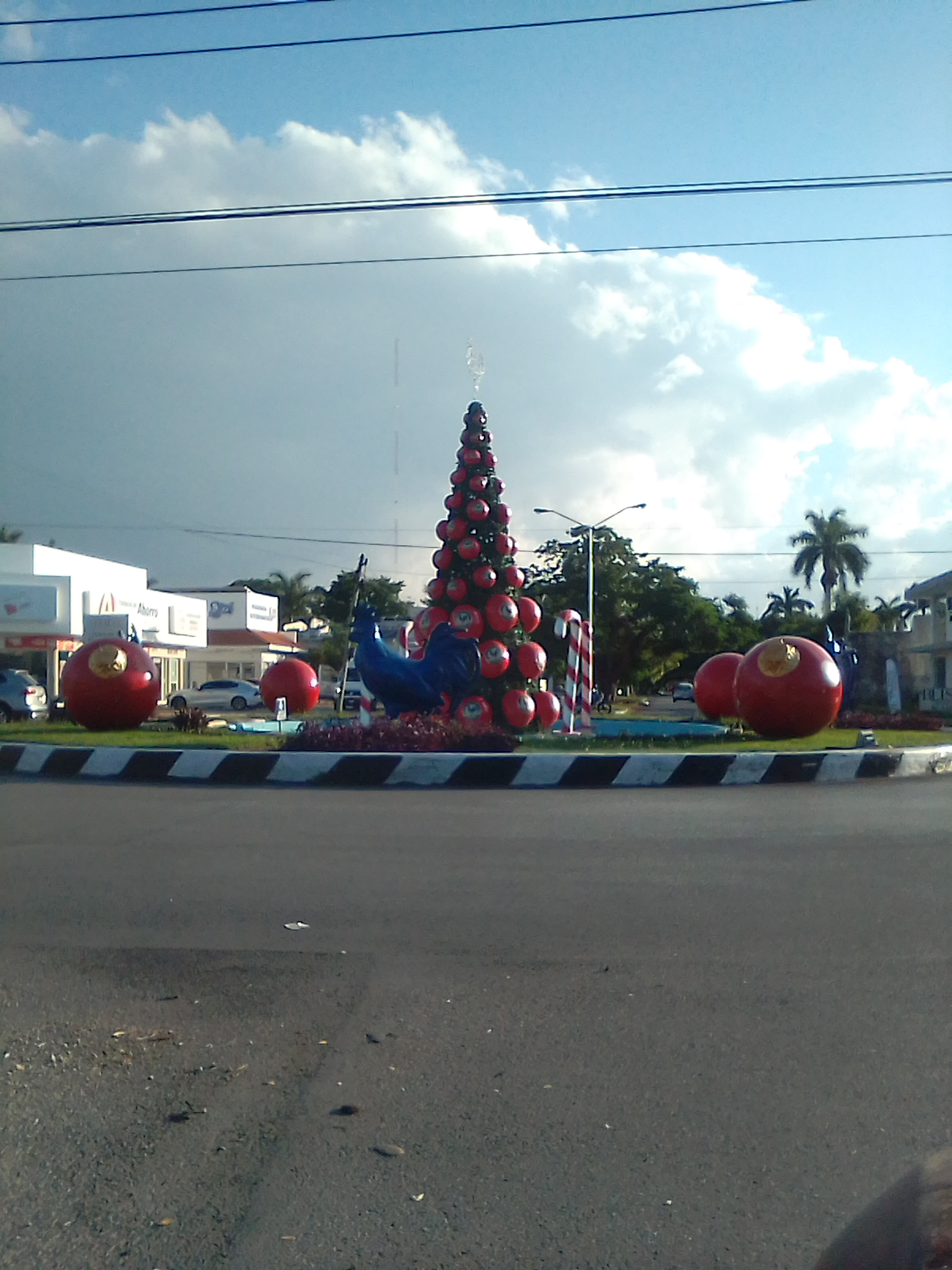
Árbol de Navidad adornado con esferas simulando "bolas de queso" Edam.

El queso edam es un queso originario de los Países Bajos  que se ha elaborado tradicionalmente en forma de bolas o esferas recubiertas de parafina de color rojo o amarillo. El nombre del queso proviene de la ciudad de Edam en la provincia de Holanda Septentrional. El Edammer recubierto de capa de cera negra suele estar curado cerca de 17 semanas. Este queso es muy popular en los países del Norte de Europa y en la Península de Yucatán en México. El queso edam con denominación de origen protegida es el Noord-Hollandse Edammer.
Debido a su forma esférica se le suele llamar queso de bola.

## Elaboración
La coagulación del queso se efectúa por cuajo u otras enzimas coagulantes autorizadas. La cuajada se calienta con o sin adición de agua caliente. La fermentación es principalmente láctica. La maduración se produce durante el almacenamiento a una temperatura que oscila, preferiblemente, entre 10 y 20 °C. Se sala en salmuera, después de su fabricación.

## Descripción
Es un queso de leche de vaca pasteurizada con un mínimo del 40% de materia grasa en el extracto seco.
El Edam es un queso semiduro, de forma esférica, ligeramente achatada en las superficies superior e inferior, caso en el que la corteza tendrá consistencia dura, un aspecto seco, frecuentemente recubierto de parafina, cera, plástico o por una película de aceite vegetal, todo ello de color amarillento; los revestimientos son de color amarillo o rojo. También puede presentarse como bloque prismático con las caras cuadradas o rectangulares y sin corteza. El peso está entre 1,7 y 2,5 kilos. 
La pasta es de textura firme, se corta fácilmente y de color amarillento. Tiene escasos ojos, distribuidos regular o irregularmente por el interior del queso, de forma más o menos redonda y tamaño variable desde el de un grano de arroz al de un guisante. Su sabor es lácteo y muy poco salado.
Hay diversos formatos:
- «Mini Edam», de 0,84 a 1,10 kilos, humedad máximo 46 % recomendándose que no se consuma hasta que no tenga tres semanas de maduración, para que haya alcanzado todas sus características.
- «Edam rectangular», forma rectangular con la longitud del lado más largo, más el doble de la del lado más corto y un peso entre dos y cinco kilos.
- «Mini Edam rectangular», de forma rectangular, siendo la longitud del lado más largo más del doble que la del lado más corto, y un peso entre 0,4 y 1,1 kg. Se recomienda no consumirlo antes de las tres semanas de maduración, para que haya alcanzado todas sus características.

## Servir
Se recomienda que el queso edam no se consuma hasta que tenga por lo menos cinco semanas de maduración, para que haya alcanzado todas sus características. 
El Edammer suave se puede comer acompañado de frutas tales como peras, uvas, melones, albaricoques y fresas. El Edammer envejecido es frecuentemente servido con las "frutas de queso" como son las peras y las manzanas. Como la mayoría de los quesos, son buenos acompañantes de pan y crackers. El vino de Pinot Noir es la elección aconsejada para este queso.[cita requerida]
Es también muy popular fuera de Holanda, en la Península de Yucatán ha sido adoptado como parte de la gastronomía, siendo incluido en muchas recetas como las marquesitas, el queso relleno, antojitos regionales, postres y pasteles. Desde el año 2019 en la península se realiza un evento llamado Feria del queso de bola en donde se comercializan diferentes alimentos, postres y bebidas con el queso Edam como ingrediente principal. En países caribeños como Curazao y Venezuela se elabora una receta llamada queso de bola relleno que suele consumirse mayormente en Navidad.